# Triumfetta kundelungensis
Triumfetta kundelungensis är en malvaväxtart som beskrevs av I. Adamska och S. Lisowski. Triumfetta kundelungensis ingår i släktet triumfettor, och familjen malvaväxter. Inga underarter finns listade i Catalogue of Life.